# Norici
De Norici waren een Keltische stam die het later aldus genoemde gebied Noricum (Regnum Noricum) ten noordoosten van Italië bewoonden, dat grotendeels met het huidige Oostenrijk overeenkwam en in het oosten aan Pannonië grensde. 
De hoofdstad Noreia wordt vandaag niet meer eenduidig gelokaliseerd, maar zou mogelijk overeenkomen met de stad op de Magdalensberg, nabij het later Virunum.

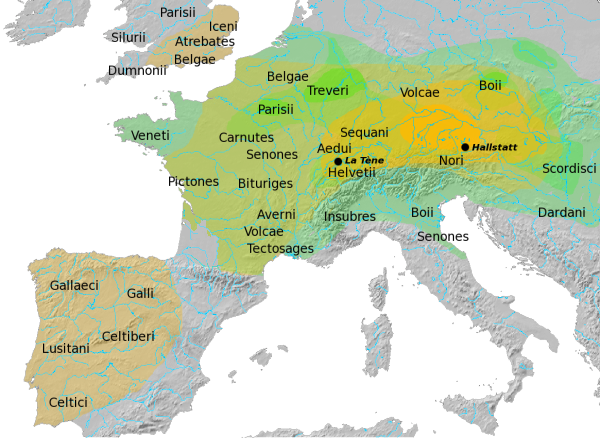
Keltische volken tijdens en na de Hallstattcultuur

## Religie

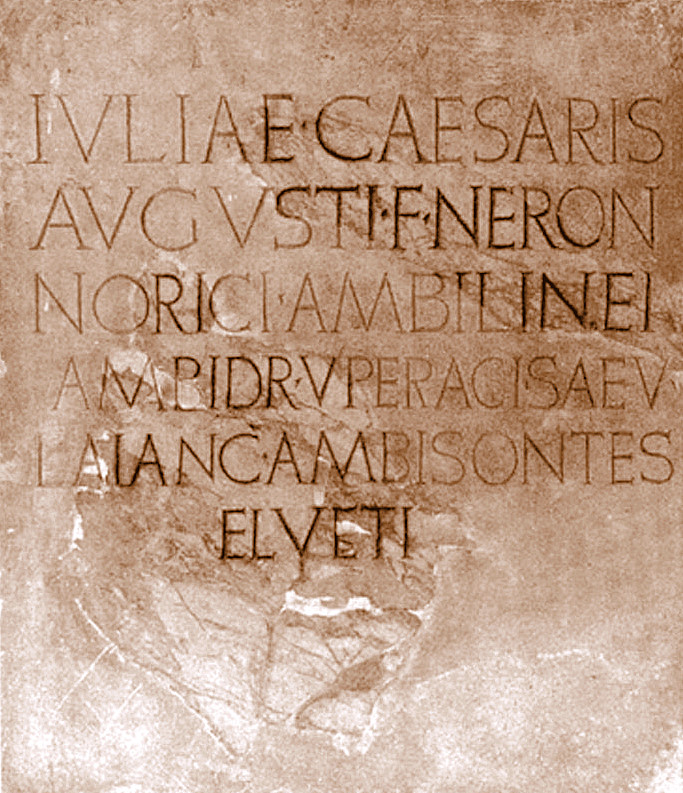
Votiefaltaar Magdalensberg, waar de NORICI als eerste stam worden genoemd.

Noreia is het epitheton van de pre-Romeinse Keltische moedergodin die in Noricum mogelijk onder deze naam algemeen werd vereerd.
In Frauenberg bij Leibnitz ligt op 500 m van het slot Seggau het grote heiligdom van Isis-Noreia. De chtonische godheid Noreia, vergelijkbaar met Artemis als Goddelijke moeder, werd daar vanaf 1500 v.Chr. in een tempel op de Frauenberg vereerd voor de aanvang van de Hallstattcultuur. Als pan-Keltische oppergodin werd zij in heel het gebied vereerd. 

## Handel en nijverheid
De Norici gebruikten hun eigen munten, met een Lepontisch alfabet, waarmee ze zich onderscheidden van het nabije Venetië. Deze munten met een vierbladig bloemmotief, zoals ze in zuidelijk Germanië en in Noricum werden gebruikt, vertegenwoordigen de oostelijke variant van de drachmes van Rodos die in zuidelijk Gallië circuleerden en verspreidden zich geleidelijk noordoostwaarts. 
In 186 v.Chr. was de regio van boven-Venetië getuige van de aanwezigheid van een nieuwe Gallische stam, de Carnuten, die uit Noricum kwam. Er was toen reeds een kolonie in Aquileia, een eerste beslissende stap richting Noricum en Pannonië. Noricum was rijk dankzij zijn vermaarde metaalsmeedkunst, die het hooggewaardeerd kwaliteitsstaal en veel zilver voortbracht. De stammen vormden er een verenigd koninkrijk vanaf begin 2e eeuw v.Chr. Dit werd als een laatste politieke manifestatie van samenhorigheid van de Keltische macht in Europa beschouwd. Wel zouden de grenzen van hun rijk praktisch met die van het latere Oostenrijk blijven overeenkomen. Het verenigd koninkrijk (Regnum Noricum) resulteerde uit de eenmaking van verschillende Keltische volksstammen, die centraal oostelijk Karinthië bewoonden onder de hegemonie van de Norici.
Het gebied was rijk aan ijzererts, dat door hen tot staal werd omgesmeed (ferrum Noricum). Het staal was voorwerp van de handels- en politieke betrekkingen met Rome. Zowat de hele Norische wapenproductie ging naar Rome en werd een hulpfactor in de constructie van het Romeinse Rijk. Wegens hun belang voor de Romeinse expansiepolitiek werden de Norici als enig Keltisch volk niet met geweld ingelijfd en konden zij hun vrijheden blijven bewaren.

## Romanisering

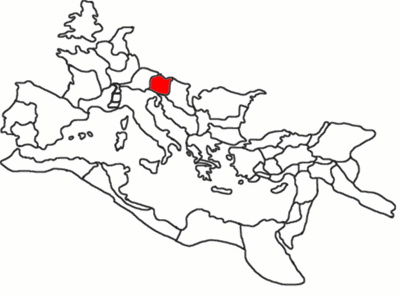
Noricum in het Romeinse Rijk

Omstreeks 120-115 v.Chr. drongen de Germaanse stammen der Kimbren, Ambronen en Teutonen steeds meer Noricum binnen, nadat die daarvoor door de Boii in Boheems Kessel werden tegengehouden en door de Scordisci op de Balkan en ten slotte ook door de Taurisci.
In 113 v.Chr. leed een Romeins leger een verpletterende nederlaag bij Noreia, toen het in de Slag bij Noreia met hen in botsing kwam. Daarop trokken deze Germaanse stammen door naar het westen.
Later vestigden de Romeinen eigen ondernemingen in de Keltische regio zelf, zoals op de Magdalensberg nabij Klagenfurt. In het jaar 15 v.Chr. veroverden zij ten slotte het koninkrijk Noricum en maakten het tot een Romeinse provincie, waarna de romanisering intrad.
Op grafzerken van Keltische makelij in Noricum en Pannonië stelt men een grote verscheidenheid aan kleding vast bij de vrouwen, met verschillende regionale varianten. De mannelijke bevolking daarentegen lijkt volgens de beelden de Romeinse levensstijl veel sneller te hebben opgepikt. De steles tonen hen in Romeinse klederdracht.

## Namen van bekende koningen van de Norici
- Cincibilus, sloot in 170 v. Chr. een vriendschapsverdrag met de Romeinen
- Voccio, huwde zijn zuster uit aan de Suebische vorst Ariovistus, om een verbond tegen de Boii te winnen en stelde Caesar in 49 v. Chr. bereden elitetroepen (uit Adeligen) ter beschikking (Slag aan de Rubicon).